# Abdoulkader Kamil Mohamed

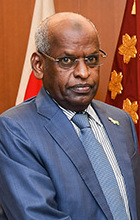
Abdoulkader Kamil Mohamed, 2019

Abdoulkader Kamil Mohamed (* 1. Juli 1951 in Souali, Obock) ist ein dschibutischer Politiker und Mitglied der Partei Rassemblement populaire pour le progrès (RPP).

## Leben
Abdoulkader Kamil Mohamed studierte Technik an der Universität von Limoges in Frankreich. Er war Generaldirektor der Wasserbehörde (régie des eaux de Djibouti), von 2005 bis 2011 Landwirtschaftsminister und von 2011 bis 2013 Verteidigungsminister. Seit dem 1. April 2013 ist er als Nachfolger von Dileita Mohamed Dileita Premierminister von Dschibuti.